# Nandaqiao
Nandaqiao (kinesiska: 南大桥, 南大桥乡) är en socken i Kina. Den ligger i provinsen Henan, i den centrala delen av landet, omkring 350 kilometer sydost om provinshuvudstaden Zhengzhou. Antalet invånare är 18 603. Befolkningen består av 9 105 kvinnor och 9 498 män. Barn under 15 år utgör 28,0 %, vuxna 15-64 år 57 %, och äldre över 65 år 14,0 %.
Genomsnittlig årsnederbörd är 1 204 millimeter. Den regnigaste månaden är augusti, med i genomsnitt 201 mm nederbörd, och den torraste är januari, med 26 mm nederbörd.